# Nogojatisari
Nogojatisari is een bestuurslaag in het regentschap Lamongan van de provincie Oost-Java, Indonesië. Nogojatisari telt 1944 inwoners (volkstelling 2010).